# Ma Shouzhen
Ma Shouzhen (en xinès tradicional: 馬守真; en xinès simplificat: 马守真; en pinyin: Mǎshǒuzhēn; Nanquín, ca. 1548 - Nanquín, 1604), també coneguda pels seus noms artístics Xianglan (en xinès, 湘蘭; Orquídia del riu Xiang) i Yuejiao (en xinès, 月嬌; Bellesa lunar), va ser una cortesana xinesa i pintora nascuda a Nanquín durant la dinastia Ming tardana (1550 - 1644).
Va ser una reconeguda pintora, poetessa i compositora. Va rebre el seu nom artístic de Xianglan perquè les seves pintures més preferides eren d'orquídies.

## Les artistes xineses de la dinastia Ming
En la societat xinesa, les dones han estat subordinades als homes durant molts mil·lennis. Les doctrines de Confuci conegudes com «Les tres subjeccions» i «Les tres autoritats cardinals» com a base ideològica de l'estabilitat social són instituïdes pels governants feudals.
- Les tres subjeccions requereixen que una dona obeeixi al seu pare abans del matrimoni, al seu marit durant la seva vida conjugal i als seus fills durant la viduïtat.[1]
- Les tres autoritats cardinals diuen que el sobirà dirigeix els seus súbdits, el pare els seus fills, i el marit la seva dona. Des del naixement fins a la mort, les dones no gaudeixen d'un estatus social autònom, les seves accions i l'expressió de les seves idees es reprimeixen, la seva personalitat i els seus talents s'ofeguen. Per això hi ha poques artistes femenines en la història xinesa.[1]

Aquesta situació comença a canviar cap al final de la dinastia Ming, quan el seu nombre comença a augmentar. Durant la dinastia Ming tardana, les cortesanes d'elit van desafiar els estereotips de gènere dels valors de Confuci. A diferència de les dones nobles, sovint desanimades de conrear el talent per no soscavar la seva virtut com a esposes i mares, les cortesanes eren educades en pintura, poesia i música. A més, posseïen propietats i participaven en l'escena pública. Segons Tang Shuyu en el seu Yutai huashi (Història de la pintura de les Terres de Jade), entre les 216 artistes femenines conegudes des de l'antiguitat fins al regnat de l'emperador Jiaqing (1796-1820) de la dinastia Qing, la meitat va viure durant la dinastia Ming, de les quals 4/5 parts al final d'aquesta dinastia.
Malgrat el paper circumscrit de les dones en la societat, algunes podien convertir-se en pintores com a part d'una tradició familiar o rebre formació artística per preparar-se com concubines o cortesanes.

## Les concubines i les cortesanes
Les dones que no naixien dins de les famílies d'artistes trobaven poques oportunitats per a la seva creativitat, però hi havia una altra entrada al món de la pintura. No era estrany que els pintors de l'Escola del Sud i els funcionaris adquirissin concubines o freqüentessin amb cortesanes, que podien rebre formació pictòrica i aconseguir ser pintores.
La ciutat de Yangzhou era un famós centre per a la formació de cortesanes de famílies pobres. Després de ser venudes, les noies aprenien a cantar, tocar instruments musicals, jugar a escacs, pintar i cal·ligrafia. Si la dona era bella i mostrava talent en les arts, podia demanar més diners als seus clients.
Ma Shouzhen, Xue Susu, Kou Mei, Gu Mei i Li Yin van ser cortesanes que es van convertir en pintores.

## Biografia
Ma Shouzhen va néixer a Nanjing i va viure al districte d'entreteniment al llarg del riu Qinhuai. Com a matriarca en una societat cortesana, va animar a les cortesanes a l'educació i a la formació en les arts. Per tal de mantenir la seva reputació com a cortesana d'elit, només permetia l'entrada a la seva residència als homes educats o als joves senyors estudiants.
Als 15 anys, Ma Shouzhen va assumir formalment la posició de cortesana. Abans d'això, potser va rebre educació d'un propietari durant la seva infància. Com a matriarca cortesana, es va fer amiga de molts poetes i intel·lectuals com Peng Nian (1505-1566), Zhou Tianqiu (1514-1595), Xu Wei (1521-1593), Xue Mingyi (final del segle xvi) i Wang Zhideng (1535- 1612). Els poetes escrivien poemes inspirats en ella o per ella, descrivint a Ma molt bella i amb una personalitat càlida i acollidora. Durant les seves visites, Ma Shouzhen els convidava a fer pintures, poemes i obres de teatre. També va acollir festes en el seu vaixell-casa de múltiples nivells amb lletrats com a convidats.

## Romanç amb Wang Zhideng
Ma Shouzhen i Wang Zhideng compartien una relació amorosa entre ells, i hi ha casos en què els dos expressaven obertament el seu afecte l'un per l'altre. Van escriure cartes entre si, i van col·laborar en diverses pintures i poemes. Una de les seves famoses col·laboracions va ser Narcís i roca, que consisteix en dues imatges i un poema. Quan Ma va publicar els seus poemes en 1591, Wang va incloure un prefaci per a ells. En una ocasió, Ma va agafar la seva llotja per veure Wang a Suzhou i va celebrar el seu 70è aniversari amb una festa de músics.
Poc després, Ma va caure malalta i va morir en pau a la seva residència a Nanquín. Wang va escriure diversos encomis de Ma després de la seva mort.

## Pintura i poesia
Com a pintora, Ma Shouzhen va ser coneguda per pintar paisatges, orquídies i bambú combinats amb cal·ligrafia. El seu treball de pinzell és delicat, i les imatges tenen colors lleugers o tinta monocromàtica. Els seus formats de pintura preferits inclouen ventalls, pergamins i grans pergamins per a penjar.
Juntament amb la pintura, Ma va ser capaç d'escriure poemes i compondre drames, però, alguns dels seus drames s'han perdut amb el temps.

## Obres
- Orquídia i bambú (ventall) tinta sobre paper daurat; Col·lecció del Museu del Palau.
- Orquídia, bambú i roca (ventall) tinta sobre paper daurat, Col·lecció del Museu del Palau.
- Orquídia, bambú i roca (pergamí) tinta sobre paper daurat, Col·lecció del Museu del Palau.
- Orquídia i roca (pergamí per a penjar) tinta sobre paper, Col·lecció del Museu Metropolità d'Art.[6]